# 測地學冰川
測地學冰川（英語：Geodetic Glacier），是南極洲的冰川，位於維多利亞地的斯科特海岸，發源自貝特勒峰，流經托馬斯高地北部，最終注入鮑爾斯山麓冰川，現時由南極條約體系管理。